# Gellicum
Gellicum est un village appartenant à la commune néerlandaise de West Betuwe, dans la province de Gueldre. En 2006, le village comptait environ 300 habitants.

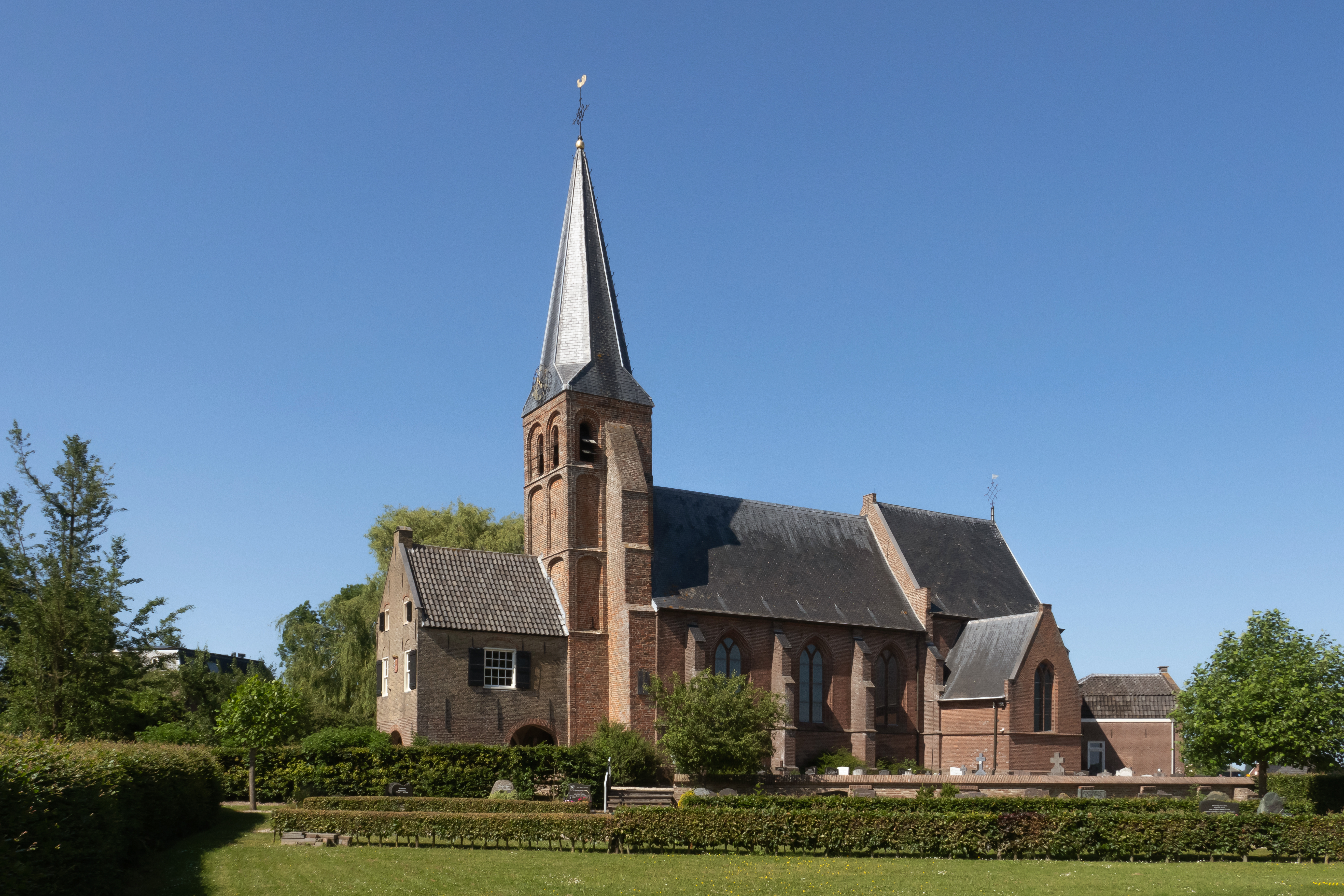
L'eglise: de Onze Lieve Vrouwe Geboortekerk

Gellicum est situé sur la Linge.